# Сражение при Ахмед-Хеле
Сражение при Ахмед-Хеле (англ. Battle of Ahmed Khel) — одно из сражений Второй англо-афганской войны, которое произошло 19 апреля 1880 года на дороге из Кандагара в Кабул, в центральном Афганистане. Вооружённые племена афганцев напали на колонну британской армии и были отбиты с тяжёлыми потерями.
В марте 1880 года генерал-лейтенант Дональд Стюарт покинул Кандагар и с отрядом в 7200 человек направился в Кабул, чтобы усилить отряд генерала Робертса. Ему пришлось идти по пустынной местности, испытывая проблемы со снабжением армии. У Ахмед-Хеля, в 23 километрах от Газни, британцы заметили афганских ополченцев, которые появились на холмах на фланге колонны. Они атаковали британцев, но, после ожесточённого боя, были отброшены. Афганцы потеряли 2-3 тысячи убитыми, в то время как британская армия всего 17 убитыми. На следующий день Стюарт вошёл в Газни. Победа усилила позиции Британии в Афганистане, а генерал Робертс велел дать салют в честь этой победы. Через несколько месяцев, в августе, британской армии удалось пройти из Кабула на помощь осаждённому Кандагару без помех, отчасти благодаря этому сражению.

## Предыстория
В январе 1880 года британское командование стало планировать весеннюю кампанию в Афганистане. Согласно этим планам предполагалось бенгальские бригады генерала Стюарта перебросить из Кандагара в Кабул, а на их место перевести бомбейские бригады из Индии. Стюарт должен был пройти через Калат и Газни, где ещё не появлялась британская армия, и где ещё не угасло восстание, начавшееся в декабре 1879 года. Стюарт согласился с этим планом, но предупредил, что сможет выступить не ранее прибытия бомбейских частей, конкретно не ранее 21 марта.
Стюарт выступил из Кабула в конце марта 1880 года. В его распоряжении было 7249 британских и индийских солдат, 7273 гражданских и 11 069 вьючных и верховых животных. Был взят запас провизии на два месяца и запас дров на 10 дней для европейских полков, и только 7-дневный запас провизии для индийских частей и гражданских лиц. Вся армия была разделена на три части. Меньшая часть отправилась по левому берегу реки Тарнак, а большая часть была разделена на две бригады, которые следовали одна за другой на расстоянии пешего перехода по правому берегу той же реки. Первый отряд выступил 27 марта под командованием генерала Бартера, 30 марта начала марш бригада Палисьера, а 31 марта бригада Хьюджеса. Стюарт со штабом следовал при бригаде Палисьера. 7 апреля отряд Бартера вошёл в Калат, а 8 апреля его нагнали Палисьер и Стюарт.

## Дивизия Стюарта
После присоединения отряда Бартера к основной дивизии и ряда перестановок армия генерала Стюарта к утру 19 апреля приняла следующий вид:
- Авангард под командованием генерала Пелисьера:
  - Королевская конная артиллерия, шесть 9-фунтовых орудий (командир: майор Уартер)
  - 19-й бенгальский уланский полк[англ.] 300 сабель, (командир: полковник Йорк)
  - 19-й пенджабский пехотный полк[англ.], 470 штыков (командир: подполковник Коупланд)
  - 4-я рота сапёров и минёров (командир: лейтенант Хэслетт)
  - 10-я рота сапёров и минёров (командир: капитан Браун)
- Штаб дивизии с эскортом
- 2-я бригада генерала Хьюджеса
  - Королевская артиллерия, шесть 9-фунтовых орудий (командир: майор Кэмпбелл)
  - Королевская артиллерия, 4 тяжёлых орудия (командир: майор Тиллард)
  - 2-й пенджабский кавалерийский полк[англ.], 349 сабель (командир: полковник Кеннеди)
  - 59-й пехотный полк[англ.], 436 штыков (командир: полковник Лэси)
  - 3-й гуркхский стрелковый полк, 289 штыков (командир: подполковник Листер)
  - 2-й сикхский пехотный полк[англ.], 367 штыков (командир: подполковник Босуэлл)
- 1-я бригада генерала Бартера
  - Королевская артиллерия, шесть 7-фунтовых горных орудий (командир: майор Харрис)
  - 1-й кавалерийский полк (пенджабские пограничные войска)[англ.], 316 сабель (командир: подполковник Маклин)
  - 2-й батальон 60-го пехотного полка[англ.], 443 штыка (командир: подполковник Коллинз)
  - 15-й бомбейский туземный пехотный полк[англ.], 570 штыков (командир: подполковник Хеннесси)
  - 25-й (Пенджабский) бенгальский туземный пехотный полк[англ.], 380 штыков (командир: полковник Хогган)

## Последствия

### Потери
Дивизия Стюарта потеряла 141 человека и 89 лошадей. Было ранено 12 офицеров, в том числе 7 из 19-го бенгальского уланского полка. Погибло 17 человек: 5 — в 19-м бенгальским уланском, по 1 — в 59-м пехотном, 2-м сикхском и 19-м пенджабском пехотном. Ранено было 124 человека, из них 10 — в 59-м пехотном, 19 — в 1-м пенджабском кавалерийском, 20 — во 2-м пенджабском кавалерийском, 39 — в 19-м бенгальском уланском.